# Посохов, Сергей Андреевич

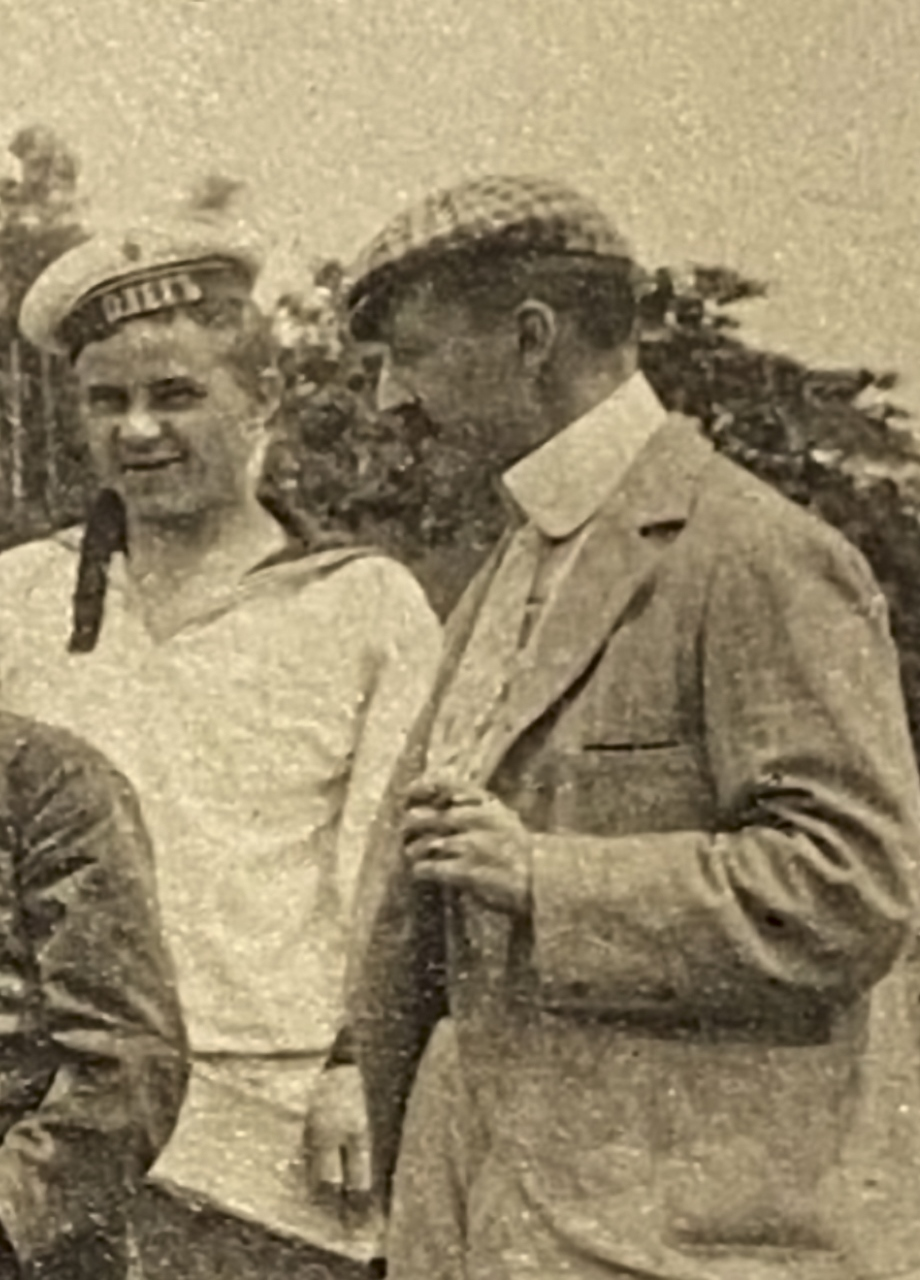
Сергей Андреевич Посохов (справа) с матросом в Бухте Камранг Южно-Китайского моря при походе к Цусиме, 1905 г.

Сергей Андреевич Посохов (1866, Одесса, Российская империя — 1935, Париж, Франция) — русский контр-адмирал, масон. Участник русско-японской войны.

## Биография
Родился 15 октября 1866 года в семье одесского купца Андрея Михайловича Посохова.
В 1884 году поступил в Морское училище, которое окончил 29 сентября 1887 года с производством в чин мичмана. «За отличие» 1 января 1893 года был произведён в чин лейтенанта.
В 1896 году зачислен в минные офицеры 1-го разряда, награждён орденом Св. Анны 3-й степени и серебряными медалями «В память царствования императора Александра III» и «В память священного коронования Их Императорских Величеств 14 мая 1896 года».
С 14 июня 1899 года он был зачислен младшим делопроизводителем в Главный морской штаб. В 1901—1903 годах плавал в Средиземном и Адриатическом морях в должности старшего флаг-офицера командующего отдельным отрядом судов в Средиземном море; с 6 декабря 1902 года ему было назначено содержание по чину капитан-лейтенанта, в том же году он был награждён орденом Св. Станислава 2-й степени, а в следующем году — «за беспорочную выслугу 20-ти шестимесячных морских кампаний» орденом Св. Владимира 4-й степени с бантом; 5 мая 1903 года назначен старшим офицером крейсера «Олег»; 28 марта 1904 года был произведён в чин капитана 2-го ранга.
В составе 2-й Тихоокеанской эскадры Посохов совершил переход на Дальний Восток и принял участие в Цусимском сражении и походе в Манилу, за что был награждён орденом Св. Анны 2-й степени с мечами и светло-бронзовыми медалями «В память русско-японской войны» и «В память похода эскадры адмирала Рожественского на Дальний Восток». В Маниле крейсер был интернирован и находился там до 1906 года, произведя ремонт.
В январе-марте 1906 года он временно командовал крейсером «Олег» во время похода из Алжира в Кронштадт; 17 апреля 1906 года был назначен командиром миноносца «Легкий» и том же году был зачислен на курс военно-морских наук при Николаевской Морской академии. После окончания обучения, 5 августа следующего года он был назначен адъютантом великого князя Георгия Михайловича. С 28 сентября 1909 года С. А. Посохов — командир канонерской лодки «Бобр»; 18 апреля 1910 года «за отличие» был произведён в чин капитана 1-го ранга.
С 27 апреля 1912 года был назначен начальником сводного резервного дивизиона миноносцев Балтийского моря, а 4 марта следующего года — помощником начальника Учебного минного отряда Балтийского флота и командиром учебного судна «Двина». В том же году он был награждён орденом Св. Владимира 3-й степени и светло-бронзовыми медалями «В память 100-летия Отечественной войны» и «В память 300-летия царствования дома Романовых».
С 27 февраля 1915 года был назначен исправляющим должность начальника Учебного минного отряда Балтийского флота, а с производством 30 сентября 1916 года в чин контр-адмирала утверждён в занимаемой должности. Спустя месяц, 31 октября 1916 года он был назначен начальником штаба командующего флотилией Северного Ледовитого океана, но после Февральской революции был отчислен от занимаемой должности с зачислением в резерв Морского министерства и 6 октября 1917 года уволен в отставку.
26 мая 1919 года был принят в Англо-Саксонскую масонскую ложу (№ 343) под юрисдикцией Великой ложи Франции.
После Октябрьской революции эмигрировал во Францию и умер 2 февраля 1935 года в Париже. Похоронен на кладбище Сент-Женевьев-де-Буа.

## Семья
Брат генерал-майора А. А. Посохова (1872—1931). Родственник А. В. Колчака со стороны матери — его дед Илья Михайлович Посохов был родным дядей Сергея и Андрея Посоховых.